# 加平郡

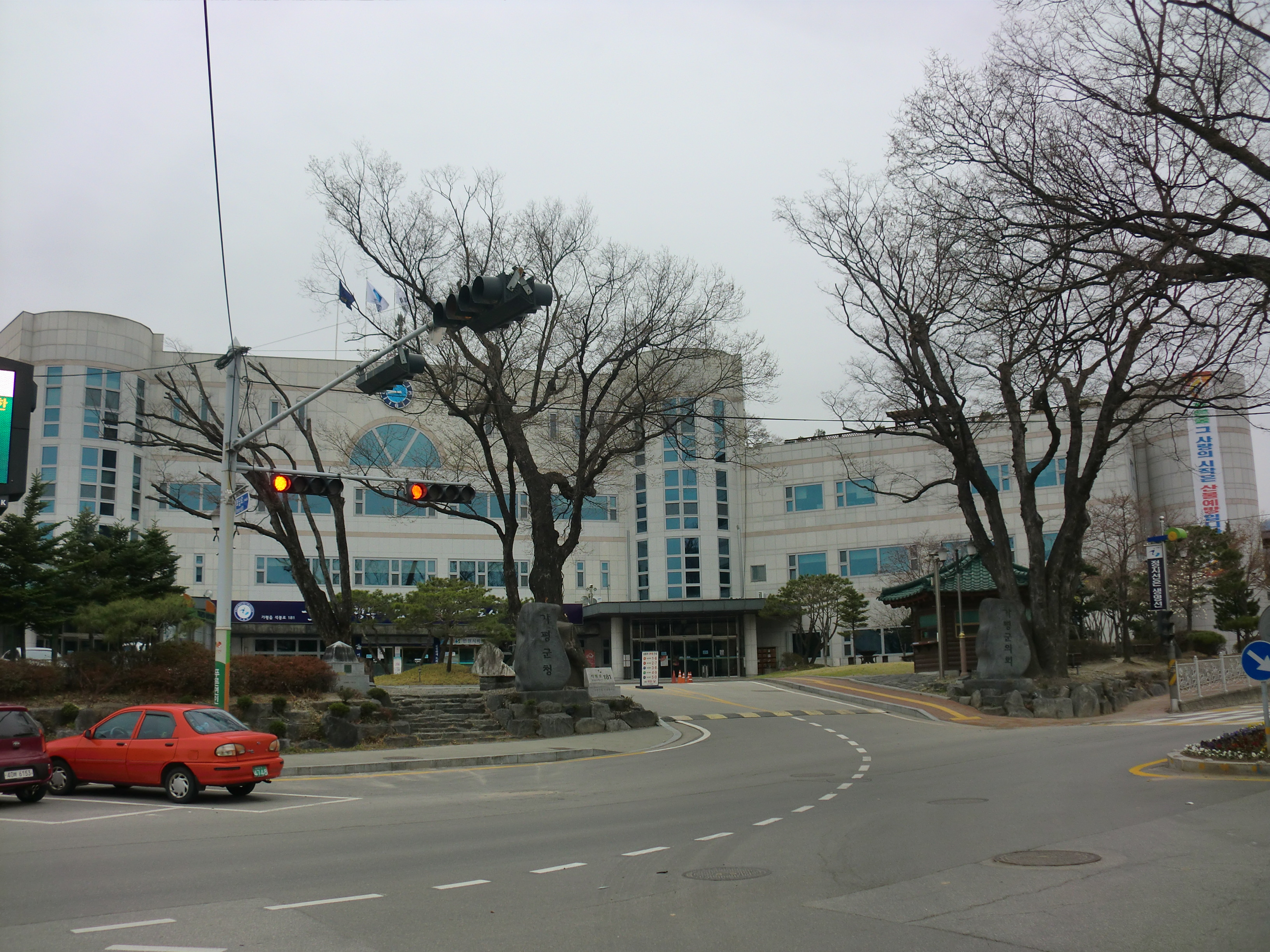
加平郡庁

加平郡（カピョンぐん）は、大韓民国京畿道の北東部にある郡である。南怡島（ナミソム）に行く船乗り場がある。
清平面と雪岳面に世界平和統一家庭連合（旧・統一教会）の本部や関連施設が置かれている。

## 歴史
- 高句麗時代 - 斤平郡
- 新羅景徳王 - 加平または嘉平
- 1018年（高麗顕宗 9年） - 交州道（現在の江原特別自治道嶺西地域）春川に所属。
- 1396年（朝鮮大祖5年） - 監務が置かれる。
- 1413年（朝鮮太祖13年） - 県監となり江原道から京畿道に移管。
- 1707年（粛宗33年） - 郡に再昇格。
- 1888年 - 江原道に所属。
- 1895年旧暦閏5月1日 - 漢城府加平郡に改編。[2]
- 1896年8月4日 - 京畿道加平郡に改編。[3]
- 1914年4月1日 - 郡面併合により、加平郡に以下の面が成立。[4]（6面）
  - 郡内面・外西面・南面・北面・上面・下面

| 朝鮮総督府令第111号 |            |                                                                                |
| 旧行政区画 | 新行政区画 | 新行政区画                                                                     |
| 加平郡郡内面개곡리、경반리/승안산리 일부/중촌 일부、달전리、대곡리/향교리 일부、상마장리/하마장리 일부、승안산리 일부/하마장리 일부、객사촌/중촌 일부/향교리 일부                                                                                          | 郡内面     | 개곡리、경반리、달전리、대곡리、마장리、승안리、읍내리                         |
| 加平郡内西面상삼의곡、연갈리/중색현/상색현 일부、하색현/하삼의곡 | 郡内面     | 두밀리、상색리、하색리                                                         |
| 加平郡外西面대성리/오리동/소색촌/청평천 일부、상감천/초옥동/수리현/(내서면)상색현 일부、청평천 일부/오촌 일부/장곡리 일부、하감천/오촌 일부/장곡리 일부 | 外西面     | 대성리、상천리、내방리、외방리、입석리、청평리、하천리                         |
| 加平郡上北面도대리 일부、백둔리、도대리 일부/(영평군 이동면)적목리、제구령리 | 北面       | 도대리、백둔리、적목리、제령리                                                 |
| 加平郡下北面소법리、상목동/하목동、이곡리、화악리 | 北面       | 소법리、목동리、이곡리、화악리                                                 |
| 加平郡南面고성리、비령리/상금대리/하금대리、산유동/유동/복장포 일부、학익동/복장포 일부、이화동、호명리 | 南面       | 고성리、금대리、산유리、복장리、이화리、호명리                                 |
| 加平郡上面덕현리/조가대 일부、봉수리、상동、반계동/연하리 일부/와가동 일부/태봉동 일부、원흥리/태봉동 일부、율길리 일부、임초리 일부/행현리 일부/와가동 일부、태봉동 일부、항사리/천곡/평촌/간성대/연하리 일부、축령동/행현리 일부/임초리 일부/와가동 일부 | 上面       | 덕현리、봉수리、상동리、연하리、원흥리、율길리、임초리、태봉리、항사리、행현리 |
| 加平郡下面상대리/하대리/다복촌/망동 일부、마일리/망동 일부、상판리 일부、내세곡/하판리 일부/신상리 일부/신중리 일부、신하리、중판리/상판리 일부/신중리 일부/하판리 일부、현리/영양촌/내곡/석사촌/신상리 일부                                               | 下面       | 대보리、마일리、상판리、신상리、신하리、운악리、현리                           |
- 1938年1月1日 - 郡内面が加平面に改称。[5]（6面）
- 1942年10月1日（6面）[6]
  - 楊平郡雪岳面を編入。
  - 南面を廃止して梨花里・山柳里・福長里・金垈里が加平面に、虎鳴里・高城里が外西面にそれぞれ分割編入。
- 1945年
  - 9月2日 - 米軍管理下に置かれる。ただし、北面の一部はソ連軍管理下に置かれる。（南6面、北1面）
  - 11月 - ソ連軍管理下の北面が江原道華川郡に編入。38度線以北の加平郡は廃止。[7]（6面）
- 1953年7月27日 - 北面の38度線以北地域を韓国政府が収復。
- 1954年11月17日 - 収復地区臨時行政措置法により、38度線以北地域の施政権が回復。[8]（6面）
- 1963年1月1日 - 外西面の一部（内坊里・外坊里・立石里）を新設の楊州郡水洞面に編入。[9]（6面）
- 1973年7月1日（1邑5面）[10]
  - 加平面が加平邑に昇格。
  - 楊平郡西宗面三会里が清平面に、蘆門里の一部が雪岳面にそれぞれ編入。
- 2004年12月1日 - 外西面が清平面に改称。[11]（1邑5面）
- 2015年12月16日 - 下面が朝宗面に改称。[12]（1邑5面）

## 行政

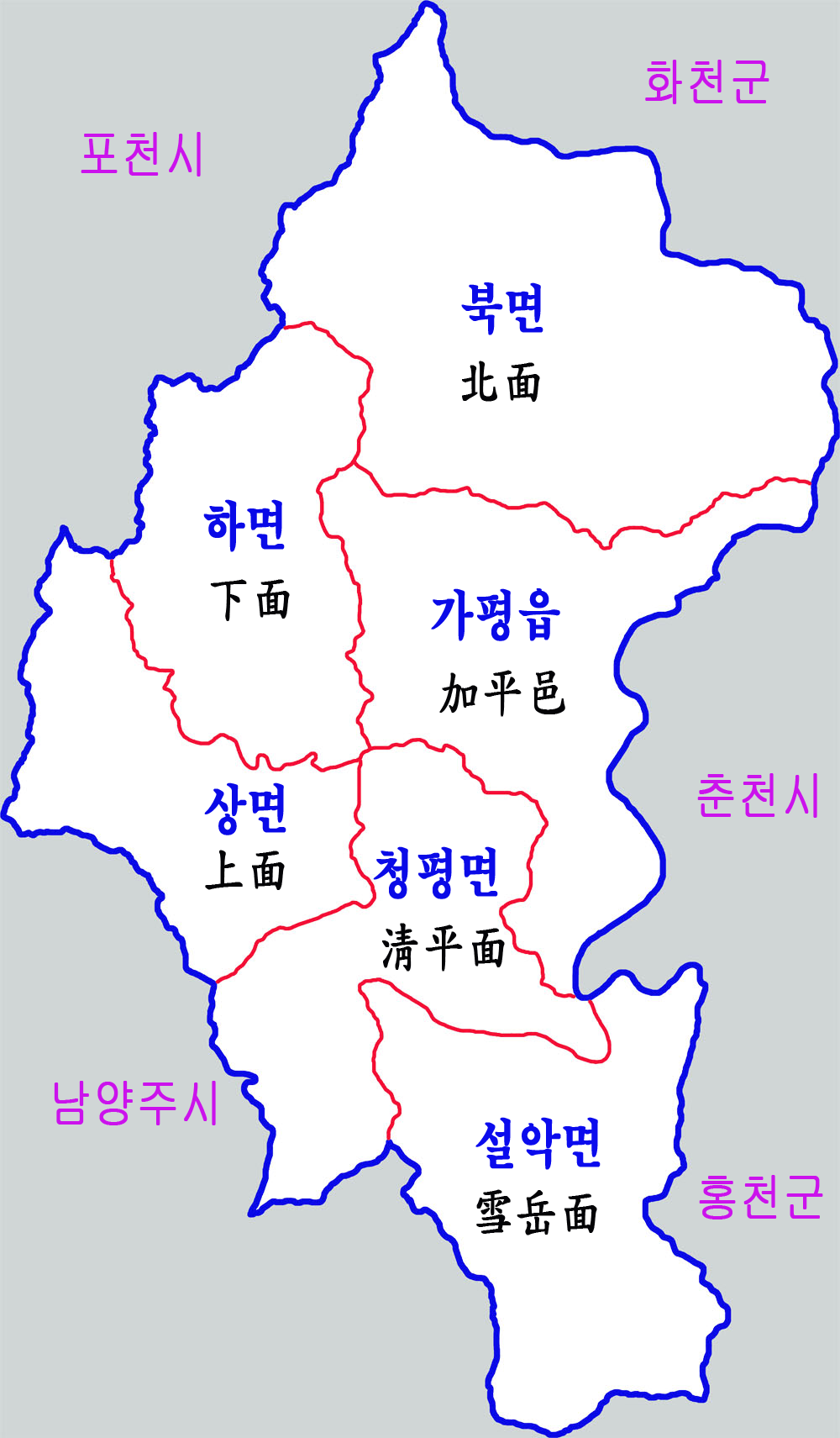
行政区域図

### 行政区域
| 邑・面 | 法定里 |
| ------ | --- |
| 加平邑 | 邑内里、垈谷里、達田里、下色里、上色里、杜密里、鏡盤里、升安里、馬場里、開谷里、梨花里、山柳里、福長里、金垈里         |
| 清平面 | 清平里、上泉里、下泉里、大成里、虎鳴里、高城里、三会里                                                                 |
| 北面   | 沐洞里、所法里、華岳里、道大里、赤木里、柏屯里、済寧里、梨谷里                                                         |
| 上面   | 連下里、項沙里、杏峴里、林草里、徳峴里、胎封里、霜洞里、栗吉里、熢燧里、元興里                                         |
| 朝宗面 | 県里、新上里、上板里、新下里、馬日里、大報里、雲岳里                                                                   |
| 雪岳面 | 新川里、仙村里、桧谷里、沙龍里、松山里、弥沙里、位谷里、倉宜里、厳沼里、雪谷里、墨安里、可逸里、訪逸里、天安里、梨泉里 |

### 警察
- 加平警察署

### 消防
- 加平消防署

## 交通

### 鉄道
- 京春線
  - 大成里駅 - 清平駅 - 上泉駅 - 加平駅

### 国道
- 国道37号線 (韓国)（朝鮮語版）
- 国道45号線 (韓国)（朝鮮語版）
- 国道46号
- 国道47号線 (韓国)（朝鮮語版）
- 国道75号線 (韓国)（朝鮮語版）